# Норт Инглиш (Ајова)
Норт Инглиш (енгл. North English) град је у америчкој савезној држави Ајова. По попису становништва из 2010. у њему је живело 1.041 становника.

## Демографија
Према попису становништва из 2010. у граду је живело 1.041 становника, што је 50 (5,0%) становника више него 2000. године.
| Група             | 2000.       | 2010.         |
| Белци             | 976 (98,5%) | 1.027 (98,7%) |
| Афроамериканци    | 1 (0,1%)    | 3 (0,3%)      |
| Азијати           | 1 (0,1%)    | 0 (0,0%)      |
| Хиспаноамериканци | 10 (1,0%)   | 7 (0,7%)      |
| Укупно            | 991         | 1.041         |